# 迪恩菲爾德 (肯塔基州)
迪恩菲爾德（英語：Deanefield）是位於美國肯塔基州俄亥俄縣的一個非建制地區。

## 地理
迪恩菲爾德所處的海拔為高於海平面138米（即453英呎），而該地所採用的時區為UTC-6，即北美中部時區（CST）。同時該地設有夏令時間，為UTC-6調快一小時，即UTC-5（CDT）。